# Cerro Clarín
Cerro Clarín är en ort i Mexiko.   Den ligger i kommunen San José Independencia och delstaten Oaxaca, i den sydöstra delen av landet, 290 km öster om huvudstaden Mexico City. Cerro Clarín ligger 89 meter över havet och antalet invånare är 756.
Terrängen runt Cerro Clarín är varierad. Runt Cerro Clarín är det ganska tätbefolkat, med 65 invånare per kvadratkilometer. Närmaste större samhälle är Cerro Quemado, 17,0 km sydost om Cerro Clarín. I omgivningarna runt Cerro Clarín växer i huvudsak städsegrön lövskog.